# Andrena helouanensis
Andrena helouanensis là một loài Hymenoptera trong họ Andrenidae. Loài này được Friese mô tả khoa học năm 1899.